# Tian Tao

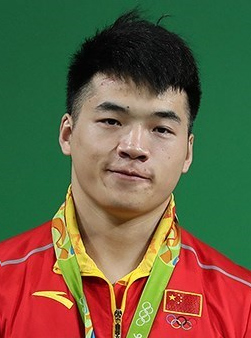
Tian Tao (2016)

Tian Tao (chinesisch 田涛, Pinyin Tián Tāo; * 8. April 1994 in Hubei) ist ein chinesischer Gewichtheber.

## Erfolge
Tian Tao gewann 2014 Gold bei den Asienspielen in der Klasse bis 85 kg und 2019 Gold bei den Asienmeisterschaften in der Klasse bis 96 kg. Bei Weltmeisterschaften gewann er 2018 Silber und 2019 Gold in der Klasse bis 96 kg. 2016 errang er bei den Olympischen Spielen Silber in der Klasse bis 85 kg.